# Ateuk Jawo
Ateuk Jawo is een bestuurslaag in het regentschap Banda Aceh van de provincie Atjeh, Indonesië. Ateuk Jawo telt 2107 inwoners (volkstelling 2010).